# 莲湖公园
莲湖公园是位于西安市莲湖区回坊旁的一座公园，為西安现存最早的园林建筑。莲湖公园面积约六万平方米，水面面积约占了公园总面积的三分之一。公园现在是西安市民赏莲、纳凉、休闲的场所。
莲湖公园曾被称为莲花池，在1927年改称为莲湖公园。莲湖公园的湖泊是西安城墙内唯一的湖泊。1949年以前，莲湖公园与革命公园是西安仅有的两座公园，莲湖区的名称就是因为莲湖公园而得名。

## 公园历史
莲湖公园坐落于唐代宫城承天门遗址北侧。莲湖公园的历史可以追溯到明朝洪武年间，朱元璋的二儿子秦王朱樉于洪武11年开始实施重建西安的一系列工程，包括重修西安城墙，建设秦王府、东岳庙、城隍庙与莲花池（莲湖公园）。莲花池的修建通过开挖人工湖，从西安城南将皂河水从南向北，流经丈八沟，进柳河渠，至城西，再穿过城墙，经西门内侧的白鹭湾，注入水池。因为水池内种满莲花所以被称为莲花池。
明、清两朝，莲花池经过修缮、清淤、疏通和维护，得以保存下来的。康熙七年，巡抚贾复汉主持疏竣池泥，将莲花池更名为“放生池”，并规定非贵客骚人不得游赏。
起初，莲花池水面加园林建筑，有120多亩。水面占40多亩，分南北二湖，湖岸西南角有一座庙宇，中间有一个拱桥，可以划船。莲湖公园在1949年左右沦为废墟，文化大革命期间彻底消失，只被称为“北五台“。目前，湖水面积不到20亩。
1925年，孙中山逝世后，西安各界人士曾在莲湖公园内举行追悼会。
1940年10月，西安各界人士捐款在公园东门修建了“抗日阵亡将士纪念碑”广场，凡遇清明节和“七七国难日”，西安各界群众必在此处举行祭扫与凭吊纪念活动。为了纪念抗日战争胜利，也曾在公园东大门内建有抗日阵亡将士纪念塔与汉奸汪精卫夫妇的铁铸跪像。抗日阵亡将士纪念碑在“文革”期间被毁，汪精卫夫妇跪像于1958年“大炼钢铁”时期被拆离，该纪念景观从此消失。
中共中央社会部西安情报处曾设置在莲湖公园内。中共西北特别支部曾经在莲湖公园内的莲湖食堂建立秘密联络站——奇园茶社。奇园茶社于1944年夏天开设，位于公园内靠大门左侧，梅永和担任联络站站长并负责经营茶社。2011年，莲湖区委、区政府，西安市委党史研究室、文物局共同在莲湖公园东北处设立了中共西安情报处交通联络站·奇园茶社旧址纪念碑。

## 园内环境
公园内现在有儿童游乐场、曲桥、假山、亭台楼榭等设施。
在中国工作的德国林业专家芬茨尔博士1936年8月14日病逝后，被埋葬于莲湖公园。